# Lučina (sýr)
Lučina je český smetanový termizovaný sýr. Jeho prvovýroba začala v Povltavských mlékárnách, a. s. (Sedlčany) a na český trh byl poprvé uveden v roce 1981. Jako první se vyráběla jako kostka zabalená ve fólii. Po roce 2000 s vývojem technologií se postupně Lučina začala vyrábět v mnoha dalších variantách odlišených názvem, gramáží, složením i balením.

## Složení a výroba
Sýr je vyroben ze smetany, mléka, osolen a doplněn mlékařskou kulturou. Vyrábí se termizovaný, tedy mléko je tepelně upraveno při teplotě 57–68 stupňů po dobu 15 sekund. Některé druhy jsou dochuceny příchutěmi.

## Druhy Lučiny (výběr)
- Přírodní
- Se smetanou
- Linie
- S pažitkou
- Se šunkou
- Česnek a bylinky

- S ořechy
- Se šalotkou
- S bylinkami
- S okurkou
- Bez laktózy

- S jogurtem
- Se sušenými rajčaty

- Kozí

## Použití
Jedná se o sýr roztíratelný, vhodný jak do pomazánek, tak k přímému namazání na pečivo.  

## Výroba v Polsku
Většina výrobků značky Lučina se vyrábí v TPK spol. s.r.o., v závodě Sedlčany z českého mléka sváženého z blízkého okolí (ve vzdálenosti do 50 km od závodu). Malá část sortimentu je dovážena ze sesterské továrny v polském městě Glubczyce a je tomu tak z technologických důvodů. TPK spol. s.r.o. zatím nedisponuje technologií, která umožňuje pomocí dusíku našlehat výrobek tak, jako je tomu u Lučiny Nadýchané. Stejně je tomu také u konkurence jako je Almette, Gervais Nadýchaný a Gervais Original nebo Tesco tvarohové pomazánky (což jsou vše výrobky vyráběné v různých továrnách v Polsku). 
Ve stejném závodě se vyrábí např. i německé produkty značky Tartare, španělské produkty značky Burgo de Arias, nizozemské produkty značky Paturain La Mousse a rumunské produkty značky Delaco.